# سينس (فرنسا)
 سينس ، (بالفرنسية: Sens)‏، (نطق :sɑ̃s)، هي بلدية فرنسية في إقليم يون، في منطقة بورغوني-فرانش كونته، في شمال وسط فرنسا، على بعد 120 كم من باريس.

## توأمة
لسينس (فرنسا) اتفاقيات توأمة مع كل من:
- لوراخ
- سينيغاليا

## أعلام
- باكاري سانيا
- فلوريان فريتز
- كريس مالونغا
- باول كولن
- تيري أمبروسي
- أودو الرابع